# ゆでたまご
ゆでたまごは、日本の漫画家ユニット。嶋田 隆司（しまだ たかし）と中井 義則（なかい よしのり）の合同ペンネームである。
ともに私立初芝高等学校卒業。10代で『週刊少年ジャンプ』（集英社）にて連載デビュー。代表作には、『キン肉マン』『キン肉マンII世』『闘将!!拉麵男』『ゆうれい小僧がやってきた!』などがある。集英社との独占契約で約14年執筆した後、他社の雑誌でも活動している。2011年より『キン肉マン』の新シリーズを集英社のWebサイト『週プレNEWS』上で開始し、2022年現在同作を連載中。
設定の矛盾を気にしない展開と飛びぬけた発想を身上とする。特にプロレス・格闘技を題材としたギャグ漫画がメインである。

## プロフィール

### 嶋田隆司
原作担当。1960年10月28日生まれ。大阪府大阪市西淀川区出身。1984年頃までは父方姓の金山 隆司（かねやま たかし）だったが、父親の死去を機に母方の「嶋田」に改姓。『キン肉マン』5話には新聞記事に「金山たかし逮捕」という小ネタが挿入されている。左利きであり、ゲスト出演した時代劇『必殺仕事人V』においては投球、食事（箸）も左で行っていた。『キン肉マン』は嶋田が中井に出会う前から大学ノートに描いていたものが元になっている。
映画の試写会などイベントや、インタビューなどメディアへの露出は嶋田のみであることが多い。単行本の著者近影でも遊んでいる写真がよく選ばれるなど、執筆以外の露出が多く、読者からは「仕事しないほうのゆで」などと揶揄されることがある。
少年時代はやんちゃで、幼稚園では女の子にキスをせまるなどませた子供だったが、近所の子供の寄り合いなどは嫌いだったという。その頃から絵を見ただけで作者の名前が分かったり、目をつぶってインクの匂いを嗅いだだけで雑誌名を特定したりと、相当の漫画好きであった。
高校では女の子目当てにデザイン科希望の中井を置いて商業科を希望したが、実際に入ってみると女子の入科は0人であった。そればかりか尖った耳から不良生徒のいじめの対象になり、ある日「宇宙人」と馬鹿にされて喧嘩に発展、電車で拉致されそうになったが、停車の隙に「イエーイ！」と相手を挑発して逃げ帰ったというエピソードがある。報復を恐れて中退しようと一度は思ったが、我慢すれば通い続けられると母に説得されて学業を継続することにした。そうすると割と友達ができ、プロレスが好きな柔道部の友達がいじめから守ってくれるようになった。
テレビ好きで、好きな番組は『プレイガール』。2007年12月8日に15歳年下の女性と結婚した。
好きな超人はラーメンマン。理由は子供たちにとって描きやすいから。ドラえもん、おばけのQ太郎と同じで藤子不二雄の影響だという。
好きなゆでたまごの茹で加減は固茹でで30分茹でる。
2012年末、左太ももにインスタントラーメンをこぼし、火傷を負った。その際に合併症を併発し、全治6か月の重症になった。「火傷を甘く見ていた。引退も考えた」などとSNS上で述べた。
2023年10月、運動のやりすぎで平坦の場所を歩くだけでも激痛を伴う変形性膝関節症となり高位脛骨骨切り術のため入院、復帰まで『キン肉マン』は休載となった。2024年9月3日、高位脛骨骨切り術で右膝に埋め込んだプレートの抜去手術を受けた。

### 中井義則
作画担当。1961年1月11日生まれ。大阪府大阪市浪速区出身。1981年頃までは父方姓を名乗っていたため岩元 義則（いわもと よしのり）だったが、成人したことを機に母方の「中井」に改姓。
ゆでたまごのプロダクション、スタジオ・エッグ代表。出不精であると本人は述べている。
小学校入学前からの熱烈な野球少年で、将来の夢はプロ野球選手だった。また、プロレスラーにもなりたかったという。絵を描くことが好きだったが、漫画は嶋田に出会うまではあまり読んだことがなかった。21歳の時に結婚し、長女・長男・次男の3子がいる。長男の中井光義はお笑い芸人（芸名なまたまご）を経て、プロレスラー、総合格闘家として活動。
デビュー当初はまだ画力に乏しかったため、『キン肉マン』の連載開始からしばらくの間は『ジャンプ』の表紙を飾るキン肉マンの絵をイラストレーターに代行されていた。
長男の光義からは「真面目で前向きな人」と評されており、50歳を過ぎても画力の更なる向上のために正体を隠して絵画教室に通っているという。光義がプロレスラーを目指すことにも、かつて自身が同じ道を進みたかったため好意的だった。
現在はキャラクターの作画・造形にソフトウェアのPoserで制作した3Dモデルを骨組みとして使用しており、『キン肉マン』における超人の筋肉の描写は『ジャンプ』連載時代と比べて写実性が増し、また立体的になっている。顔の輪郭も身体つきとのバランスを重視し『ジャンプ』時代と比べて細長めに描いている。
高校時代は、いじめられっ子だった嶋田とは対照的に番長として一目置かれ、女の子にもモテモテであったという。

### ペンネームの由来
「どんなペンネームが良いかと考えている際に、嶋田が放屁したらゆで卵のような臭いがしたため、それでいいかと思い決まった」とする中井説と、「ペンネームを考えている時に食べていたものが、ゆで卵だったので『ゆでたまご』になった」とする嶋田説がある。2人とも記憶が曖昧でどちらが正しいのかは不明だが、嶋田は後のインタビュー中に中井説の方を認めている。
赤塚賞の授賞式の際、審査員がペンネームについて尋ねたところ、嶋田が「ゆでたま」で中井が「ご」と説明されたとしている。だが、『週刊少年ジャンプ』の目次の作者コメント欄では嶋田が「ゆで」中井が「たまご」と表記されていた。1982年（昭和57年）9号のグラビアページ企画「作者手相」では「ゆでたま」と「ご」となっている。

## 来歴

### 小学生時代
小学4年生の3学期（1971年）、嶋田の通う大阪市立住之江小学校に中井が転入する。クラスは違ったが同じ団地に住んでおり、通学バスで時々乗り合わせる内に知り合った。小学5年生の時に中井が嶋田の家に遊びに行った際、嶋田の描いた『キン肉マン』を気に入り意気投合した。

### 中学時代
ともに大阪市立南稜中学校に進み、当時『週刊少年チャンピオン』で連載中だった藤子不二雄Aの『まんが道』の影響を受け、漫画の合作を本格的に開始する。最初に描いたのがバトルアクション漫画『野獣の牙』で、これを始めとして野球、空手、純愛など様々なジャンルに挑戦する。当初は、大学ノートにお互いが描き合うという形だった。
中学2年で『ラーメン屋のトンやん』を初めてペンで描き、これが近鉄漫画賞に入賞する。当時のペンネームは2人の名前を合わせた本山たか義（もとやま たかよし）。自作の漫画をクラスメイトに読ませていたが、嶋田が2019年頃にFacebookを通じて約45年ぶりに再会した中学時代の友人は、「漫画の感想を言わないと怒るから、感想を求められるのがプレッシャーだった」と苦笑していたという。

### 高校時代
二人とも勉強は全く力を入れていなかったため、当時落ちこぼれと不良の巣窟であった私立初芝高等学校に揃って進学。漫画家になることを目標に投稿を続けた。この頃から原作を嶋田が、作画を中井がそれぞれ分担し始める。2人とも母子家庭で、高校を卒業すると就職のために漫画を描けなくなるということから、高校卒業までに漫画家になるという目標を持っていた。
16歳の時、赤塚賞に『ゴングですよ』、手塚賞に『マンモス』（共にプロレス漫画）を投稿するも選外、しかし担当編集者がつくこととなった。

### 『キン肉マン』でデビュー
1978年、『キン肉マン』で第9回赤塚賞準入選し、これが『週刊少年ジャンプ』1979年2号（1978年12月）に掲載されデビューとなった。編集部内では稚拙な作品と評判が良くなかったが、当時の編集長・西村繁男は、低年齢向け漫画としての資質があることを見抜いており、担当の中野和雄と大阪まで出向いてスカウトした。
この時、2人は既に就職が決まっていたが、「漫画が続かなかったら就職の世話をする」と西村が2人の親を説得し、東京にアパートまで用意したという。当時は「漫画家は水商売扱い」であり、中井も嶋田も両親が猛反対していたため、西村が説得に成功するまで大変苦労したという。
1979年5月、2人の高校卒業を待って、『キン肉マン』が『週刊少年ジャンプ』で連載開始。初期はプロレスネタを交えたギャグ漫画だったが、途中からバトル重視のプロレス漫画に路線変更、大ヒットとなり、TVアニメーションも展開される。劇場用アニメーション作品も何本か作られた。また、作中に登場する「超人」をかたどった消しゴム人形「キン肉マン消しゴム（キン消し）」集めが子供達の間で流行した。

### 『闘将!!拉麵男』もヒット
1982年に『週刊少年ジャンプ』の別冊『フレッシュジャンプ』で、『キン肉マン』に登場する人気キャラクターのラーメンマンを主人公としたスピンオフ作品『闘将!!拉麵男』を『キン肉マン』との同時進行で連載開始。TVアニメ化もされた。
1985年には吉本新喜劇（当時）の高石太とともに『必殺仕事人V』第9話「主水、キン肉オトコに会う」に仕事人志望の若者（依頼人）役でゲスト出演。ブームの最中ということもあり、中盤過ぎに殺されるまでほぼ出ずっぱりだった。劇中では必殺技を解説するための紙芝居を描いており、バッファローマンが殺される悪人役になっていた。
1985年3月、第30回（昭和59年度）小学館漫画賞受賞（『キン肉マン』）。

### 『キン肉マン』終了後
『キン肉マン』終了後は、格闘漫画以外のジャンルを模索しながらもこれといったヒットが出ない冬の時代が続き、1990年代半ばになると世間からは過去の人と扱われた。『蹴撃手マモル』終了後、都合良く読み切りばかり書かされる状況に中井が飼い殺しを恐れるようになり、集英社との専属契約を解消したが、この頃嶋田は吉祥寺を歩いていたら通行人に「最近面白くねえんだよ！」と罵倒されて頭を叩かれる経験をした。
そんな中、1996年1月に『キン肉マン』の後日談となる読み切り『マッスル・リターンズ』が『格闘エース』に掲載された。角川書店は『キン肉マン』の権利関係から集英社に確認を取ったが、集英社はあっさりと許可した。ただ、ゆでたまごが作品を少年ジャンプで書きたいと申し出ると集英社はその必要はないと断った。悔しさに燃えるゆでたまごであったが『マッスル・リターンズ』への反響は大きく、『キン肉マン』シリーズの続編連載の機運が高まった。

### 『キン肉マンII世』の連載開始
そうして1997年に『週刊プレイボーイ』誌上に『キン肉マン』の続編にあたる『キン肉マンII世』の読切32Pが掲載され、計5回にわたるシリーズ掲載を経た後、翌1998年より連載となる。二度目のヒットとなり、リバイバル漫画ブームの先駆けとなる。
2004年、『キン肉マン』生誕25周年を迎えた。
2007年に日本記念日協会より月を問わず、29日の金曜日を『キン肉マン』の記念日と認定証が発行されている。 
2008年には生誕29（ニク）周年を記念し『週刊少年ジャンプ』29号に復活掲載、記念本『肉萬〜キン肉マン萬之書〜』、画集『筋肉画廊』、アニメDVD『キン肉マン コンプリート DVD-BOX』が発売され、イベントも2月に新宿バルト9で『キン肉マン映画祭』、6月に秋葉原の東京アニメセンターイベントギャラリーで『キン肉マン展』、12月にはさいたまスーパーアリーナで開催された『Dynamite!!〜勇気のチカラ2008〜』にキン肉万太郎が出場、ボブ・サップと対戦し、敗れはしたものの瞬間最高視聴率18.1%を記録した。
2009年には生誕30周年を迎え、5月29日にJCBホールでプロレス興行『キン肉マニア2009』を開催。キン肉マンや超人達が実際に試合を見せ話題となる。2010年1月29日には22年振りのジャンプ・コミックス新刊『キン肉マン』37巻が発売された。発売記念のサイン会が紀伊国屋書店で開催され、用意された整理券は30分で配布終了となるなど変わらぬ人気を見せた。

### 近年の活躍
2011年5月9日より、『キン肉マンII世』の連載が『週刊プレイボーイ』誌上から『週刊プレイボーイ』のWebサイト『週プレNEWS』に移る。
2011年11月28日より、『キン肉マン』新シリーズの連載を『週プレNEWS』で開始。

## 作風

### ストーリー展開
ゆでたまご作品の最大の特徴として、物語や設定の整合性が取れず、数多くの矛盾点を含みながら進むストーリー展開が挙げられる。
これは『キン肉マン』連載デビュー当時、作品作りのイロハを理解しておらず、右も左も分からない状態で執筆していたことが原因であるという。そのため周囲からは破綻が多い、いい加減な作品だと随分非難を受けて、ゆでたまご自身一時期大変落ち込んだことを明かしている。しかし読者からは高い支持を受けていたことと、当時は車田正美など同様の作風の作家がいたことなどを理由に自信を取り戻し、以後ゆでたまごの作風として定着させた。その後はストーリーの統合性などは二の次として、読者の度肝を抜く展開を心がけ、毎週締め切り過ぎまでアイディアを粘るため、原稿が完成するのが連載作家の中で1、2を争うほど遅くなったという。
嶋田はインタビューなどで「細かい設定にこだわっていると、結果としてつまらなくなってしまう」「ツッコミ所が多い方が、読者が親近感を持ってくれる」と述べている。また、誤植や作画のミスに関しても、ゆでたまご自身少年時代に読んだ漫画のあら捜しをして楽しんでいた思い出もあるので、指摘があってもあえて修正していない部分もあると語っている。後付け設定もたくさんあり、後になり整合性が取れていなかったり辻褄が合わなくなることがよくあるが、そういう整合性のない部分を読者があとで、あれこれ議論したり推理する材料になればいいと思っているから、単行本化されるときも、あえて修正したりはしていないと語っている。
これらのこと（例：7人の悪魔超人が8人いた等）をファンからは｢ゆで理論｣と呼ばれている。

### 読者参加型
代表作の『キン肉マン』を始め、ゆでたまごの作品では登場人物などを読者から募集するのが通例となっている。『キン肉マン』の主要キャラクターであるロビンマスクやラーメンマンなども読者応募によるものであり、中井はファンを「3人目のゆでたまご」であると語っている。
ゆでたまごが『キン肉マン』でデビューして間もない頃、読者からのファンレターが来ても返事を書く余裕がなく、担当編集者の中野和雄の発案で、読者の考案した怪獣を漫画に登場させ、主人公のキン肉マンと戦わせることで読者に応えようとした。反響は大きく、のちに作品が怪獣退治からプロレス主体になると「超人募集」として企画は継続され、当初数十通だった応募は回を重ねるごとに数百通・数千通と増えていった。2万通というあまりの葉書の量に、当時の嶋田の下宿だったクリーニング屋の2階は床が抜け、引越しを余儀なくされた。
応募作品の選考にあたって、ゆでたまごは極力低年齢の子供のものを採用するようにしたという。ルービックキューブ（キューブマン）など当時の流行に基づいた超人を採用すると、以降は時事や流行を反映した超人が多く応募されるようになった。
やがて『キン肉マン』は読者参加型の流れが出来上がり、『ゆうれい小僧がやってきた!』の「妖怪募集」、『トータルファイターK』の「カオの対戦相手募集」などに続いていく。この方式はゆでたまごの作風として読者に認知され、募集告知を全くせずに新連載を始めても登場キャラクターの応募が送られてくるほどになった。『キン肉マンII世』の開始にあたって行われた超人募集には10万通以上の応募があったと嶋田は述べる。
超人募集は読者を対象としたもの以外にも、『キン肉マン 77の謎』などのムックで他の漫画家や芸能人・格闘家が新超人を考案する企画が数度行われている。テレビ番組『アメトーーク!』の「キン肉マン芸人」の回では、お笑い芸人たちが新超人を考案し、ゆでたまごに選考してもらう企画が催された。

## 作品

### 連載
各作品の詳細については当該記事を参照。番号は発表順、年は発表年。年の列にはソートを正しく行うため便宜的に上付き文字で数字を加えている。掲載誌および単行本については以下の略号を用いる。
- 〈掲載〉（特記のない限り全て集英社）WJ：週刊少年ジャンプ / FJ：フレッシュジャンプ / WPB：週刊プレイボーイ / PBN：週プレNEWS / VJ：Vジャンプ / DB：デラックスボンボン（講談社） / MG：月刊少年ガンガン（エニックス、当時） / MA：月刊少年エース（角川書店）

|  | 連載中の作品 |

|    | 作品名                             | 年                                                                                              | 掲載      | 注記 |
| -- | ---------------------------------- | ----------------------------------------------------------------------------------------------- | --------- | --- |
| 1  | キン肉マン                         | 01 1979年22号（同年5月） - 1987年21号（同年4月） 2011年11月28日 - 連載中                        | WJ → PBN  | 連載デビュー作。アニメ化などメディアミックス化された。 1978年：第9回赤塚賞準入選 1985年：第30回（昭和59年度）小学館漫画賞受賞 |
| 2  | 闘将!!拉麵男                       | 02 創刊号（1982年6月） - 1989年1月号（1988年12月）                                              | FJ        | ラーメンマンを主人公に据えた『キン肉マン』のスピンオフ作品。                                                                  |
| 3  | ゆうれい小僧がやってきた!          | 03 1987年34号（同年8月） - 1988年24号（同年5月）                                                | WJ        | |
| 4  | SCRAP三太夫                        | 04 1989年24号（同年5月） - 同年40号（同年8月）                                                  | WJ        | 物語の終盤において『キン肉マン』世界との繋がりが示唆されている。                                                              |
| 5  | 蹴撃手マモル                       | 05 1990年33号（同年7月） - 1991年13号（同年2月）                                                | WJ        | ムエタイを題材とした格闘技漫画。 この作品の終了以後、ゆでたまごは他誌に活動の場を広げる。                                     |
| 6  | トータルファイターK                | 06 1993年8月号（同年7月） - 1995年1月号（1994年12月）                                           | DB        | 集英社以外で発表された初の漫画作品。                                                                                          |
| 7  | ライオンハート                     | 07 1993年9月号（同年8月） - 1995年4月号（同年3月）                                              | MG        | |
| 8  | グルマンくん                       | 08 1994年11月号（同年10月） - 1996年6月号（同年5月）                                            | MA        | 料理・グルメ漫画。 |
| 9  | キン肉マンII世                     | 09 1998年19・20合併号（同年4月） - 2011年19・20合併号（同年4月） → 2011年5月9日 - 2011年10月3日 | WPB → PBN | 『キン肉マン』の続編。 |
| 10 | キン肉マンII世〜オール超人大進撃〜 | 10 2001年7月号（同年5月） - 2007年5月号（同年3月）                                              | VJ        | 『キン肉マンII世』のアナザーストーリー。                                                                                      |

### 読切
番号は発表順、年は発表号・年月等。年の列にはソートを正しく行うため便宜的に上付き文字で数字を加えている。掲載誌については以下の略号を用いる。
- 〈掲載〉（特記のない限り全て集英社）WJ：週刊少年ジャンプ / FJ：フレッシュジャンプ / WPB：週刊プレイボーイ / KM：超こち亀 / NM：肉萬 / MPB：漫'sプレイボーイ / PBN：週プレNEWS / JSQ：ジャンプスクエア / GJP：グランドジャンプPREMIUM / 2011： キン肉マン 読切傑作選2011-2014 / GJ：グランドジャンプ / KJ：キン肉マンジャンプ / KA：格闘エース（角川書店） / RI：Rintama（ワニマガジン社）

|  | キン肉マン関係 |

|    | 作品名                                                                                 | 年                                                      | 掲載     | 注記 |
| -- | -------------------------------------------------------------------------------------- | ------------------------------------------------------- | -------- | --- |
| 1  | キン肉マン オカマラスの巻                                                              | 01 1979年2号（1978年12月）                              | WJ       | 掲載デビュー作。 |
| 2  | キン肉マン エラギネスの巻                                                              | 02 1979年14号（同年3月）                                | WJ       | 『キン肉マン』読切2作目。 |
| 3  | 下町戦争                                                                               | 03 1979年4月増刊                                        | WJ       | |
| 4  | デスゲーム                                                                             | 04 1980年16号（同年3月）                                | WJ       | |
| 5  | あすとろボーヤI                                                                        | 05 1981年1月増刊                                        | WJ       | |
| 6  | あすとろボーヤII                                                                       | 06 1981年4月増刊                                        | WJ       | |
| 7  | キン肉マン キン肉フラッシュの巻                                                        | 07 1981年8月                                            | WJ       | 1981年9月30日増刊号掲載。 |
| 8  | 闘将!!拉麵男                                                                           | 08 1982年15号（同年3月）                                | WJ       | 『闘将!!拉麵男』の原型。 |
| 9  | 勇者ビッグボディ                                                                       | 09 1983年15号（同年3月）                                | WJ       | |
| 10 | キン肉マン ロビン・メモの巻                                                            | 10 1984年7月                                            | WJ       | WJ特別編集「キン肉マン 熱闘スペシャル」掲載。 |
| 11 | ゆうれい小僧がやってきた!                                                              | 11 1987年19号（同年4月）                                | WJ       | 『ゆうれい小僧がやってきた!』の原型。 |
| 12 | 喰いだおれ野郎                                                                         | 12 1988年8月号（同年7月）                               | FJ       | |
| 13 | SCRAP三太夫                                                                            | 13 1988年43号（同年10月）                               | WJ       | 『SCRAP三太夫』の原型。 |
| 14 | SCRAP三太夫                                                                            | 14 1989年5・6合併号（同年1月）                          | WJ       | 『SCRAP三太夫』の原型。 |
| 15 | Kick Boxer マモル                                                                      | 15 1990年12号（同年2月）                                | WJ       | 『蹴撃手マモル』の原型。 |
| 16 | ライオンハート                                                                         | 16 1991年10月                                           | WJ       | WJ1991年11月増刊「Autumn Special」掲載。『ライオンハート』の原型。                                                                                                  |
| 17 | マッスル・リターンズ                                                                   | 17 1996年1月                                            | KA       | 連載終了後初の『キン肉マン』の読切。 |
| 18 | ハダカーン                                                                             | 18 No.3（1996年12月）                                   | RI       | |
| 19 | キン肉マンII世                                                                         | 19 1997年34・35合併号（同年8月） - 1998年7号（同年1月） | WPB      | 全5回。『キン肉マンII世』の読切。後に連載となる。 |
| 20 | キン肉マンII世 キン肉マンVSテリーマン                                                  | 20 2000年                                               | WPB      | 『キン肉マンII世』の連載枠で掲載。 |
| 21 | キン肉マンII世 倫敦の若大将!                                                           | 21 2004年30号 - 47号                                    | WPB      | 全7回。『キン肉マンII世』から『キン肉マンII世 究極の超人タッグ編』に移行する間の連載枠で掲載。                                                                      |
| 22 | こちら葛飾区亀有公園前派出所×キン肉マン 正義超人亀有大集結!! の巻                      | 22 2006年9月                                            | KM       | 『こちら葛飾区亀有公園前派出所』30周年記念合作読切。 |
| 23 | キン肉マン キン肉マンの結婚式!!の巻                                                    | 23 2008年29号（同年6月）                                | WJ       | WJ40周年記念特別読切として掲載。 |
| 24 | キン肉マン ウォーズマンビギンズ 仮面の告白!の巻                                        | 24 2008年8月                                            | NM       | キン肉マン生誕29周年記念出版『肉萬』掲載作品。 |
| 25 | キン肉マンII世 テリー・ザ・キッドの夜明け                                              | 25 2009年2号（同年9月） - 3号（同年11月）               | MPB      | 全2回。 |
| 26 | キン肉マン ザ・マシンガンズ 空白の三日間                                               | 26 2011年10月10日 - 10月17日                            | PBN      | 全2回。『キン肉マンII世 究極の超人タッグ編』から『キン肉マン』新シリーズに移行する間の連載枠で掲載。                                                                |
| 27 | キン肉マン外伝 ベンキマン 失われたインカの記憶                                         | 27 2013年43号                                           | WPB /PBN | PBNでは全2回。『キン肉マン』新シリーズの連載枠で掲載。 |
| 28 | キン肉マン 超人血盟軍、結成秘話                                                        | 28 2013年12月号                                         | JSQ      | JSQ創刊6周年記念。 |
| 29 | キン肉マン 奇跡の救世主伝説の巻                                                        | 29 2014年5月号                                          | GJP      | GJP新装刊記念。 |
| 30 | キン肉マン ラーメンマンとブロッケンJr. 恩讐の彼方に                                    | 30 2014年8月                                            | 2011     | 短編集『キン肉マン 読切傑作選2011-2014』描き下ろし。 |
| 31 | キン肉マン超人列伝 ウルフマンの巻 土俵上の士                                           | 31 2015年3号（同年2月）                                 | GJ /PBN  | PBNでは全2回として『キン肉マン』新シリーズの連載枠で掲載。 |
| 32 | キン肉マン超人列伝 カレクック 愛と怒りの聖人の巻                                       | 32 2016年21号（同年11月）                               | GJ /PBN  | PBNでは全2回として『キン肉マン』新シリーズの連載枠で掲載。 |
| 33 | キン肉マン さよなら、キン肉マン!!の巻                                                  | 33 2019年29号（同年6月）                                | WJ       | 『キン肉マン』40周年記念特別読切として掲載。 |
| 34 | ゴングですよ!                                                                          | 34 Vol.3（2019年11月）                                  | KJ       | ゆでたまごの初投稿作で「第6回赤塚賞」選外。キン肉マン40周年を機に初公開。                                                                                           |
| 35 | キン肉マン 40年前、アメリカからきた男の巻                                              | 35 Vol.3（2019年11月）                                  | KJ       | 「アメリカからきた男の巻」（第1巻収録）のリメイク。 |
| 36 | 闘将!!拉麵男 石材の心の巻                                                              | 36 2021年18号                                           | GJ       | 『闘将!!拉麵男』連載終了から32年ぶりの新作読切。 |
| 37 | キン肉マン キン肉バスター誕生秘話!!の巻                                                | 37 Vol.4（2023年3月）                                   | KJ       | |
| 38 | キン肉マン ディープオブマッスル!! ステカセキング&スニゲーター外伝 悪魔の変身講座!!の巻 | 38 2013年44号（同年10月） - 49号（同年11月）            | WPB /PBN | 全5回。原作担当の嶋田の入院により『キン肉マン』新シリーズの連載が休止したため、同連載枠で小説『ディープオブマッスル!!』を原作として作画担当の中井により描き下ろし。 |

### その他の作品
- 「全裸マンのテーマ」 ジャケット（1993年6月2日発売） - ラジオ番組『伊集院光のOh!デカナイト』の1コーナー「STREAKING HERO 全裸マン」テーマ曲[30]。
- 超人たちの虹の架け橋 - 2008年、『行列のできる法律相談所』のカンボジアに学校を建てるプロジェクトで、チャリティーオークションに出品された絵。
- イヌナキン - 2013年、大阪府泉佐野市のイメージキャラクター。一般公募のデザインを基にリデザイン。
- 剛力彩芽 アルバム「剛力彩芽」ジャケット （2015年4月8日発売） - キン肉マンの超人「ゴーリキ」と剛力彩芽を合わせてデザインして描き下ろした[31]。
- THE BLUE HEARTS コラボレーションアルバム「30th anniversary THE BLUE HEARTS re-mix『re-spect』」 ジャケット（2016年1月26日発売）[32]
- ラジオ番組「サンドウィッチマン ザ・ラジオショーサタデー」番組ステッカー（2021年12月） - 番組でメッセージを紹介されたリスナーにプレゼントするステッカーで、サンドウィッチマンのイラストの絵を描きおろし[33]。
- 七代目 三遊亭円楽襲名披露用「キン肉マン」後ろ幕のデザイン - 2025年[34]

## 主な著書

### コミックス
- ジャンプ・コミックス キン肉マン 1 - 88巻
- ジャンプ・コミックス 闘将!! 拉麵男 全12巻
- ジャンプ・コミックス ゆうれい小僧がやってきた! 全5巻
- ジャンプ・コミックス SCRAP三太夫 全2巻
- ジャンプ・コミックス 蹴撃手マモル 全4巻
- ジャンプ・コミックス お〜い!!マンガだよ〜ん 1巻 -
- ジャンプ・コミックス キン肉マン 読切傑作選 1 - 2巻
- ガンガンコミックス ライオンハート 全5巻
- ボンボンコミックス トータルファイターK 全4巻
- カドカワAコミックス グルマンくん 全4巻
- カドカワAコミックス マッスル・リターンズ
- ジャンプコミックスセレクション キン肉マン 全26巻
- ジャンプコミックスセレクション 闘将!! 拉麵男 全9巻
- 集英社コミック文庫 キン肉マン 全18巻
- 集英社コミック文庫 闘将!! 拉麵男 全8巻
- 集英社コミック文庫 キン肉マンII世 全21巻
- スーパー・プレイボーイ・コミックス キン肉マンII世 全29巻
- 週刊プレイボーイ・コミックス キン肉マンII世 究極の超人タッグ編 全28巻
- Vジャンプコミックス キン肉マンII世〜オール超人大進撃〜 全4巻

### 総集編
- 週刊少年ジャンプ特別編集 キン肉マン熱闘スペシャル
- 週刊プレイボーイ増刊 キン肉マンII世総集編
- コミックアイズ増刊号 キン肉マン名勝負総集編
- Vジャンプ特別編集増刊 キン肉マンII世〜オール超人大進撃〜
- 週刊プレイボーイ増刊 キン肉マン&II世激闘列伝〜ザ・バスト・バウト・オブ・ジェネレーションズ〜
- 集英社ジャンプリミックス キン肉マン
  - 7人の悪魔超人編 (1) - (4)（(1)(2)のローソンマッスルスペシャル版はキン消しつき）
  - 黄金のマスク編 (1) - (5)（キン消しつき版もあり）
  - 超人オリンピック ザ・ビッグファイト編 (1) - (3)（キン消しつき）
  - 名勝負スペシャル (1) 〜栄光への道編〜
  - 名勝負スペシャル (2) 〜友と師と…編〜
  - 名勝負スペシャル (3) 〜正義超人賛歌編〜（キン消し付き）
  - 夢の超人タッグ編 (1) - (7)
  - キン肉星王位争奪編 (1) - (13)
- 集英社ジャンプリミックス ワイド版 キン肉マン
  - 第1回超人オリンピック編
  - アメリカ遠征編
  - 第2回超人オリンピック編
  - 7人の悪魔超人編 (1)・(2)
  - 悪魔将軍!! 白銀仮面編 / 黄金仮面編
  - 夢の超人タッグ (1) - (3)
  - キン肉星王位争奪戦 (1) - (6)
  - ギャグ編
- 集英社インターナショナルリミックス 闘将!!拉麵男 (1) - (12)
- 集英社ジャンプリミックス ワイド版 闘将!!拉麵男 (1) - (5)
- 集英社ジャンプリミックス ワイド版 キン肉マンII世
  - 伝説の序章編
  - サンシャインの野望編
  - 正義超人入替え戦! 編
  - 師弟の絆! ブロッケン&ジェイド編
  - 完成! マッスル・ミレニアム編
  - 火事場のクソ力修練（チャレンジ）編 全2巻
  - 開幕! 史上最強の超人オリンピック!! 編
  - 超人オリンピック死のトーナメント!! 編
  - 超人オリンピック!! 最強の遺伝子編
  - 超人オリンピック!! ベスト4の死闘編
  - 超人オリンピック!! 宿命の決勝
  - 恐怖の将1 完全復活悪魔超人!! 編
  - 恐怖の将2 集結! アイドル超人軍!! 編
  - 恐怖の将3 結成! 最凶タッグ!! 編
  - 恐怖の将4 決着! キン肉マンVSアシュラマン!! 編
- 集英社ジャンプリミックス ワイド版 闘将!! ゆでたまご（読切短編等を収録）

### 関連本
- ジャンプ・コミックス デラックス キン肉マン 闘将!! 拉麵男超人大名鑑
- ジャンプコミックスセレクション キン肉マン超人大全
- ジャンプコミックスセレクション キン肉マン77の謎
- ジャンプコミックスセレクション キン肉マン特盛
- キン肉マン超人大全集
- スーパー・プレイボーイ・コミックス キン肉マンII世超人大全
- スーパーダッシュ文庫 キン肉マンII世1 〜伝説の序章〜ヘラクレス・ファクトリー編
- ジャンプジェイブックス キン肉マンII世SP 伝説超人全滅!

### 絵本
- いただき!! キン肉マン さくれつ! ゆうじょうパワーのまき
- いただき!! キン肉マン たいけつ! テンドンかいじゅうテンドーンのまき
- いただき!! キン肉マン かるただよ! ちょう人大しゅうごう!! のまき
- いただき!! キン肉マン だじゃれだよ! ちょう人大しゅうごう!! のまき
- いただき!! キン肉マン さいきょうタッグ!ザ・マシンガンズたんじょうのまき

### その他の著書
- 集英社ジャンプリミックス ワイド版 赤塚不二夫漫画家生活50周年記念出版 赤塚ベスト（ゆでたまご）セレクション!
- こち亀30周年記念本 超こち亀（『キン肉マン』と『こちら葛飾区亀有公園前派出所』の合作が掲載）
- 生たまご ゆでたまごのキン肉マン青春録（ゆでたまごの自伝）
- 宝島社宝島社新書 ゆでたまごのリアル超人伝説  2014年6月23日、ISBN 978-4-8002-2571-9（ゆでたまごの自伝に加え、キン肉マンの名勝負、超人、実在のプロレスラーについての解説）
- ワニブックスPLUS新書 火事場の仕事力（嶋田の単著）
- ワニブックスPLUS新書 火事場の仕事術（中井の単著）

## 出演

### テレビ
- 必殺シリーズ必殺仕事人V 第9話「主水、キン肉オトコに会う」（1985年3月15日、ABCテレビ/テレビ朝日系） - 松之助役：嶋田隆司、竹吉役：中井義則
- 踊る!さんま御殿!!（2024年1月23日、日本テレビ系列） - 嶋田のみ[35]
- 天然素材NHK season2「はやりもの総進撃【あの流行の舞台裏】」（2024年2月12日、NHK総合） - 嶋田のみ[36]
- 開運!なんでも鑑定団（2025年6月10日、テレビ東京） - 中井のみ[37]

### ラジオ
- ゆでたまごのオールナイトニッポンGOLD（2019年6月21日、ニッポン放送） - キン肉マン連載40周年記念として放送。アシスタントは清野茂樹